# Jamaica van A tot Z

Locatie van Jamaica

## A
Air Jamaica -
Alexandria -
Alston -
A Message to You, Rudy -
Marvin Anderson -
Nickesha Anderson -
Anopsicus bryantae -
Anopsicus clarus -
Anopsicus jarmila -
Anopsicus lewisi -
Anopsicus limpidus -
Anopsicus nebulosus -
Anopsicus nortoni -
Anopsicus pecki -
Anopsicus quatoculus -
Anopsicus zimmermani -
Appleton (rum) -
Nickel Ashmeade

## B
Aleen Bailey -
Amy Bailey -
Kemar Bailey-Cole -
Leon Bailey
Bamboo -
Buju Banton -
Black River (plaats) -
Black River (rivier) -
Blue Mountains -
Blue Mountain Peak -
Yohan Blake -
Bob Marley Museum -
Bob Marley & The Wailers -
Bog Walk -
Usain Bolt -
Mark Boswell -
Ken Boothe -
Braco -
British Empire and Commonwealth Games 1966 -
Sheri-Ann Brooks -
Errol Brown -
Jermaine Brown -
Buff Bay -
Byron Lee & the Dragonaires

## C
Naomi Campbell -
Veronica Campbell-Brown -
CanJet-vlucht 918 -
Caribbean Cup 1991/1993/1995/1998/2014 -
Nesta Carter -
Lloyd Charmers -
Chinezen in Jamaica -
Clarendon -
Jimmy Cliff -
Cornwall - 
Juliet Cuthbert

## D
Desmond Dekker -
Coxsone Dodd -
Dreadlocks -
Sly Dunbar -
Dunn's River Falls

## E
Eek-A-Mouse -
Delloreen Ennis-London -
Edward John Eyre -
Eptesicus lynni

## F
Falmouth -
Ian Fleming -
Shelly-Ann Fraser-Pryce -
Michael Frater

## G
Marcus Garvey -
Geelsnavelamazone - 
Geschiedenis van Jamaica -
Goldeneye Estate -
Bruce Golding -
Jermaine Gonzales -
George William Gordon -
Goulds smaragdkolibrie - 
Leford Green -
Brenton Griffiths -
Marcia Griffiths -
Guaiacum officinale

## H
Lisa Hanna -
Half Way Tree -
Hanover -
Jak Ali Harvey -
Hayes -
Deon Hemmings -
John Holt

## I
Ian Fleming International Airport -
I Threes -
Independence Park -
Island Records -
ISO 3166-2:JM

## J
Grace Jackson -
Shackelia Jackson -
Jamaica -
Jamaica Blue Mountain koffie - 
Jamaica Labour Party -
Jamaica, Land We Love -
Jamaica op de Gemenebestspelen -
Jamaica op de Olympische Winterspelen 1988 -
Jamaica op de Olympische Zomerspelen 1972/1976/1984/1988/1992/1996/2000/2004/2012/2016 -
Jamaica op de Paralympische Spelen -
Jamaicaans honkbalteam -
Jamaicaans-Patois -
Jamaicaans voetbalelftal -
Jamaicaanse bekarde -
Jamaicaanse dollar -
Jamaicaanse hagediskoekoek -
Jamaicaanse mannenhockeyploeg -
Jamaicaanse kraai -
Jamaicaanse mango -
Jamaicaanse monarchie
Jamaicaanse organist -
Jamaicaanse spindalis -
Jamaicaanse stormvogel -
Jamaicaanse suikervogel -
Jamaicaanse todie -
Jamaicaanse troepiaal -
Jamaicaanse uil -
Jamaicaanse vireo - 
Jamaicaanse voetbalbond -
Jamaicaduif -
Jamaicagrondvink -
Jamaicapauraque -
Jamaicapiewie -
Jamaicaspecht -
Jamaicatiran -
Jamaicazanger -
Harry Johnson -
Grace Jones

## K
Ini Kamoze -
Katholieke Kerk in Jamaica -
Ken Jones Aerodrome -
Kingston -
Kingston (parish) -
Kolonie Jamaica -
Kumina

## L
Lady Saw -
Tayna Lawrence -
Byron Lee -
Leptopholcus jamaica -
Lijst van amfibieën in Jamaica -
Lijst van gouverneurs van Jamaica -
Lijst van steden en dorpen in Jamaica -
Lijst van voetbalinterlands Antigua en Barbuda - Jamaica -
Lijst van voetbalinterlands Antigua en Barbuda - Jamaica (vrouwen) -
Lijst van voetbalinterlands Curaçao - Jamaica -
Lijst van voetbalinterlands Jamaica - Canada -
Lijst van voetbalinterlands Jamaica - Costa Rica -
Lijst van voetbalinterlands Jamaica - Ecuador -
Lijst van voetbalinterlands Jamaica - Guatemala -
Lijst van voetbalinterlands Jamaica - Honduras -
Lijst van voetbalinterlands Jamaica - Japan -
Lijst van voetbalinterlands Jamaica - Kroatië -
Lijst van voetbalinterlands Jamaica - Macedonië -
Lijst van voetbalinterlands Jamaica - Maleisië -
Lijst van voetbalinterlands Jamaica - Marokko -
Lijst van voetbalinterlands Jamaica - Mexico -
Lijst van voetbalinterlands Jamaica - Nicaragua -
Lijst van voetbalinterlands Jamaica - Nieuw-Zeeland -
Lijst van voetbalinterlands Jamaica - Nigeria -
Lijst van voetbalinterlands Jamaica - Noorwegen -
Lijst van voetbalinterlands Jamaica - Panama -
Lijst van voetbalinterlands Jamaica - Paraguay -
Lijst van voetbalinterlands Jamaica - Peru -
Lijst van voetbalinterlands Jamaica - Saoedi-Arabië -
Lijst van voetbalinterlands Jamaica - Servië -
Lijst van voetbalinterlands Jamaica - Suriname -
Lijst van voetbalinterlands Jamaica - Uruguay -
Lijst van voetbalinterlands Jamaica - Venezuela -
Lijst van voetbalinterlands Jamaica - Verenigde Staten -
Lijst van voetbalinterlands Jamaica - Vietnam -
Lijst van voetbalinterlands Jamaica - Wales -
Lijst van voetbalinterlands Jamaica - Zwitserland -
Lijst van wegen in Jamaica -
Bunny Livingston -
Shereefa Lloyd -
Lucea

## M
Manchester -
Mandeville -
Marley (film) -
Bob Marley -
Damian Marley -
Julian Marley -
Ky-Mani Marley -
Rita Marley -
Rohan Marley -
Stephen Marley -
Ziggy Marley -
May Pen -
Omar McLeod -
Metagonia jamaica -
Middlesex -
Jacob Miller -
Sugar Minott -
Montego Bay -
Morant Bay -
Judy Mowatt -
Myers's Rum

## N
Natalus jamaicensis -
Negril -
Negril Aerodrome -
Nine Miles -
Norman Manley International Airport -
Janet Nosworthy -
No Woman, No Cry -
Nyahbinghi

## O
Ocho Rios -
One Love Peace Concert -
Oostelijke wimpelstaartkolibrie -
Oracabessa - 
Oranjestaarttiran - 
Orde van de Natie -
Orde van de Nationale Held -
Orde van Jamaica -
Orde van Uitmuntendheid -
Orde van Verdienste -
Osburns vireo - 
Merlene Ottey

## P
Parishes van Jamaica -
Evan Parke -
Sean Paul -
People's National Party -
Lee Perry -
Port Antonio -
Port Maria - 
Port Royal -
Portland -
Portmore -
Asafa Powell -
Purpleman

## Q
Don Quarrie

## R
Ian Randle - 
Rastafari -
Reading -
Redemption Song -
Red Stripe -
Regenkoekoek - 
Reggae -
Duke Reid -
Julian Reid l -
Resolutie 174 Veiligheidsraad Verenigde Naties -
George Rhoden -
Ridderorden in Jamaica -
Rio Minho - 
Patrick Lipton Robinson -
Rocksteady -
Rose Hall

## S
Saint Andrew -
Saint Ann -
Saint Ann's Bay -
Saint Catherine -
Saint Elizabeth - 
Saint James -
Saint Mary (Jamaica) -
Saint Thomas -
Sandals Cay -
Sangster International Airport -
Savanna-la-Mar -
Dorian Scott -
Verene Shepherd -
Singjaying -
Brandon Simpson -
Sherone Simpson -
Portia Simpson-Miller -
Ska -
Sly and Robbie -
Traves Smikle -
Spanish Town -
Spoorwegen in Jamaica -
Sportman van het jaar -
Studio One - 
Surrey

## T
The Harder They Come -
Dwight Thomas -
Elaine Thompson - 
Tia Maria -
Tinson Pen Aerodrome -
Peter Tosh -
Trelawny - 
Trenchtown - 
Tuff Gong -
Ruby Turner

## U
Unity Hall

## V
Vlag van Jamaica

## W
Wapen van Jamaica -
Wailers Band -
Melaine Walker -
Westmoreland -
Christopher Williams -
Lloyd Williams -
Shericka Williams -
Novlene Williams-Mills -
Wimpelstaartkolibrie -
Arthur Wint -
Iona Wynter

## Y
Yellowman -
YS

## Z
Ziggy Marley & The Melody Makers